# Bolsward

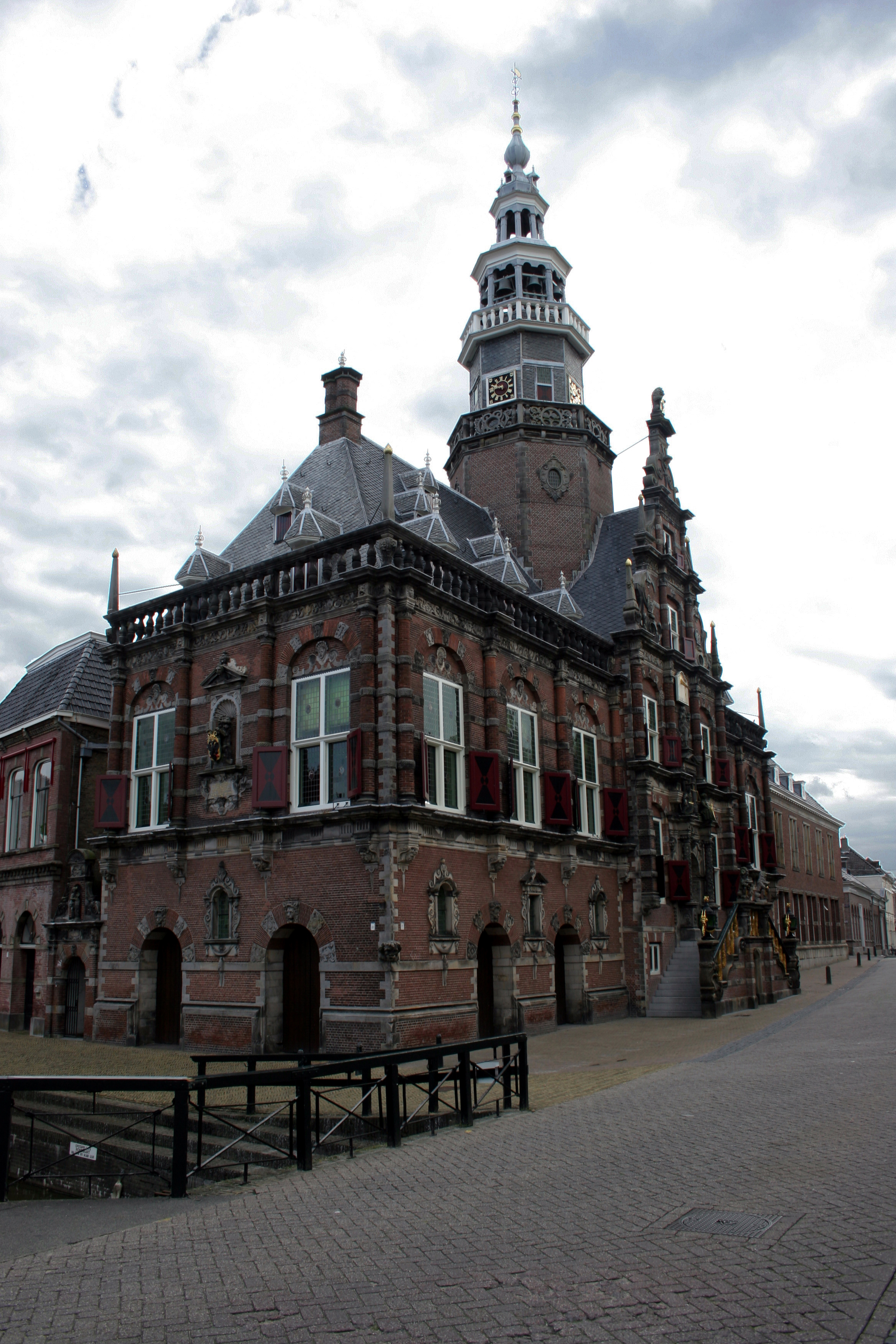
Bolswards stadshus.

Bolsward (frisiska Boalsert) var en kommun i provinsen Friesland i Nederländerna. Kommunens totala area var 9,42 km² (där 0,31 km² är vatten) och invånarantalet är på 9 430 invånare (2005). Kommunen gick 1 januari 2011 upp i Súdwest-Fryslân och upphörde därmed som kommun.

## Externa länkar

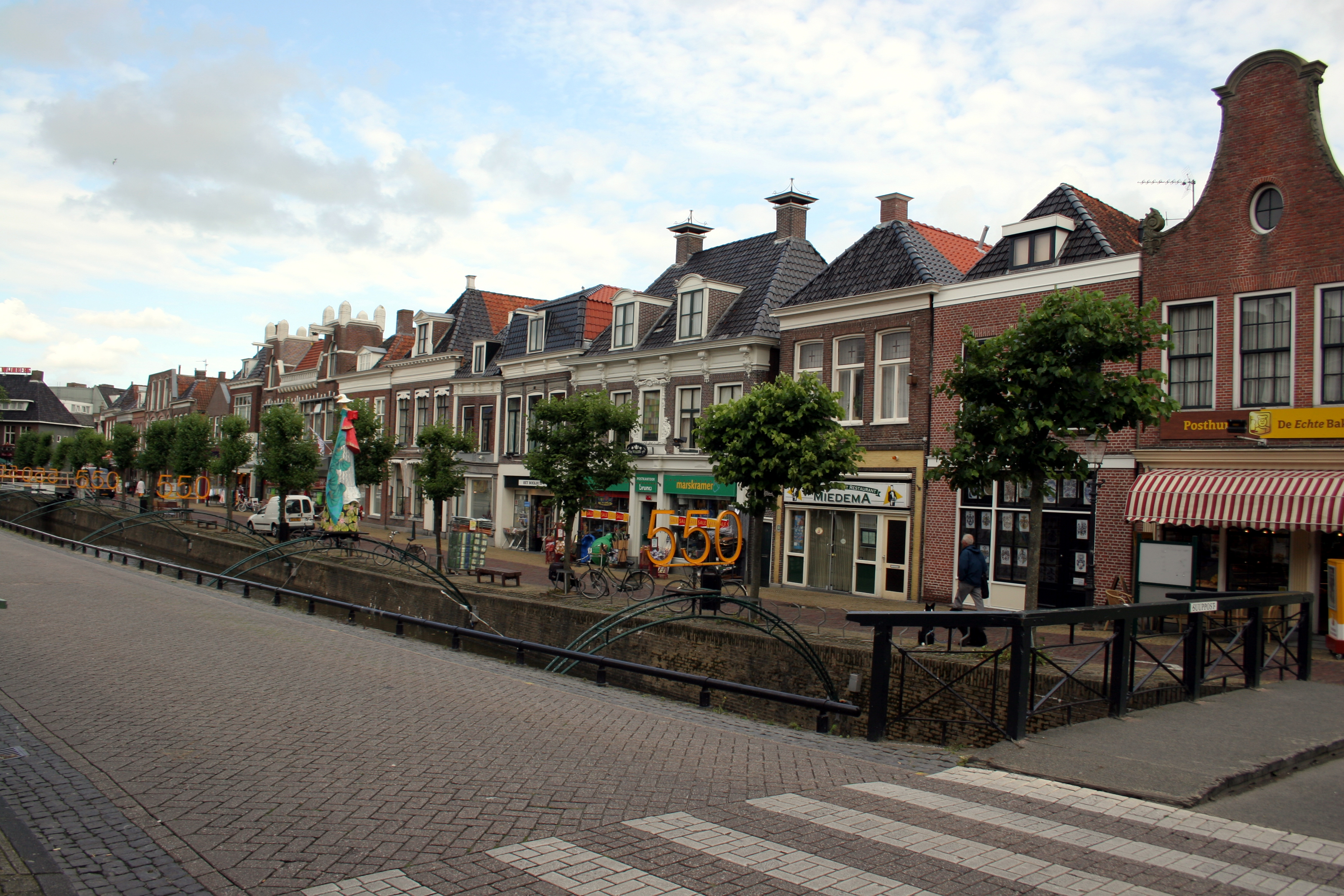
Appelmarkt, Bolsward.